# Сунтар
Сунта́р (якут. Сунтаар) — адміністративний центр Сунтарського улусу Республіки Саха (Якутія), знаходиться на заході республіки. Село засноване в 1764 році. Населення 10 034 чоловік (2010 р.). Розміщене на рівнині Сунтаар хочото.

## Клімат
Село знаходиться у зоні, котра характеризується континентальним субарктичним кліматом. Найтепліший місяць — липень із середньою температурою 17.9 °C (64.2 °F). Найхолодніший місяць — січень, із середньою температурою -33.2 °С (-27.7 °F).
| Клімат Сунтара          | Клімат Сунтара | Клімат Сунтара | Клімат Сунтара | Клімат Сунтара | Клімат Сунтара | Клімат Сунтара | Клімат Сунтара | Клімат Сунтара | Клімат Сунтара | Клімат Сунтара | Клімат Сунтара | Клімат Сунтара | Клімат Сунтара |
| Показник                | Січ.           | Лют.           | Бер.           | Квіт.          | Трав.          | Черв.          | Лип.           | Серп.          | Вер.           | Жовт.          | Лист.          | Груд.          | Рік            |
| Середній максимум, °C   | −28            | −22            | −9             | 1              | 11             | 21             | 24             | 20             | 11             | −1             | −18            | −8,9           | −1             |
| Середня температура, °C | −33,2          | −29,1          | −18,5          | −5,4           | 5,9            | 14,8           | 17,9           | 14,1           | 5,7            | −6             | −23,6          | −31            | −7,4           |
| Середній мінімум, °C    | −38            | −36            | −27            | −13            | 0              | 7              | 10             | 7              | 0              | −10            | −28            | −36            | −13            |
| Норма опадів, мм        | 13.7           | 8.4            | 7.7            | 10.5           | 26.4           | 39.4           | 49.1           | 42.6           | 32.3           | 22.5           | 19.8           | 16.4           | 288.6          |
| ----------------------- | -------------- | -------------- | -------------- | -------------- | -------------- | -------------- | -------------- | -------------- | -------------- | -------------- | -------------- | -------------- | -------------- |
| Джерело: Weatherbase    |                |                |                |                |                |                |                |                |                |                |                |                |                |

## Населення
Населення села доволі швидко збільшується.

## Джерело
- http://sakha.gov.ru/suntarsky [Архівовано 3 березня 2014 у Wayback Machine.]